# Municipio de San Juan Bautista Lo de Soto
El municipio de San Juan Bautista Lo de Soto es uno de los 570 municipios del estado mexicano de Oaxaca. Su cabecera es la localidad de San Juan Bautista Lo de Soto.

## Geografía
El municipio de San Juan Bautista Lo de Soto colinda al norte y al oeste con el Estado de Guerrero, este con el municipio de Santiago Llano Grande, y al sur con el municipio de Santa María Cortijo.

## Localidades
El municipio de San Juan Bautista Lo de Soto cuenta con tres localidades.
| Localidad                    | Población (2020) |
| ---------------------------- | ---------------- |
| San Juan Bautista Lo de Soto | 1962             |
| San Pedro Orizaba            | 381              |
| Los Leyva                    | 1                |

## Gobierno
| Presidente municipal               | Periodo   | Partido | Partido                              |
| ---------------------------------- | --------- | ------- | ------------------------------------ |
| Aquileo Aguirre Lorenzo            | 1943-1944 |         | Partido Revolucionario Institucional |
| Rosalindo Gil Guzmán               | 1945      |         | Partido Revolucionario Institucional |
| Ignacio Armenta Lorenzo            | 1946      |         | Partido Revolucionario Institucional |
| Cristóbal Cortés López             | 1947      |         | Partido Revolucionario Institucional |
| Amado Guillén Ruíz                 | 1948      |         | Partido Revolucionario Institucional |
| Alberto Olmedo Ibarra              | 1949      |         | Partido Revolucionario Institucional |
| Evodio Candela                     | 1950      |         | Partido Revolucionario Institucional |
| Aquileo Aguirre Lorenzo            | 1951-1952 |         | Partido Revolucionario Institucional |
| Sergio Armenta Lorenzo             | 1953-1956 |         | Partido Revolucionario Institucional |
| Ignacio Hernández Javier           | 1957-1958 |         | Partido Revolucionario Institucional |
| Francisco Clemente Melo            | 1959      |         | Partido Revolucionario Institucional |
| Prócoro Aguirre Méndez             | 1960-1962 |         | Partido Revolucionario Institucional |
| Esteba Olmedo Ibarra               | 1963-1965 |         | Partido Revolucionario Institucional |
| Atenógenes Gasca Quiterio          | 1966-1968 |         | Partido Revolucionario Institucional |
| Manuel Sotelo Carmona              | 1972-1974 |         | Partido Revolucionario Institucional |
| Esteban Aguirre Méndez             | 1975-1977 |         | Partido Revolucionario Institucional |
| Lizandro Bernardino                | 1978-1980 |         | Partido Revolucionario Institucional |
| Prócoro Aguirre Méndez             | 1981-1983 |         | Partido Revolucionario Institucional |
| Jesús Añorve Anica                 | 1984-1986 |         | Partido Revolucionario Institucional |
| Jibén A. Carmona Bustos            | 1987-1989 |         | Partido Revolucionario Institucional |
| Wilfredo Aguirre Méndez            | 1990-1992 |         | Partido Revolucionario Institucional |
| Felipe de Jesús Esperanza López    | 1993-1994 |         | Partido Revolucionario Institucional |
| Gaspar Clemente Rodríguez          | 1994-1995 |         | Partido Revolucionario Institucional |
| Prócoro Aguirre Méndez             | 1996-1998 |         | Partido Revolucionario Institucional |
| Rufino Porfirio Gutiérrez Bautista | 1999-2001 |         | Partido Revolucionario Institucional |
| Leocadio Gilberto Clemente Sorrosa | 2002-2004 |         | Partido Revolucionario Institucional |
| Nicolás Santamaría Hernández       | 2005-2007 |         | Partido Revolucionario Institucional |
| Alfredo Vicente Ojeda Serrano      | 2008-2010 |         | Convergencia                         |
| José Alberto Hernández Clemente    | 2011-2013 |         | Partido Revolucionario Institucional |
| Rey Olmedo Martínez                | 2014-2016 |         | Partido Unidad Popular               |
| Samantha Caballero Melo            | 2017-2018 |         | Partido Revolucionario Institucional |
| Aquileo Aguirre Núñez              | 2019-2021 |         | Movimiento Regeneración Nacional     |
| Edil Leyva Carmona                 | 2022-2024 |         | Fuerza por México                    |